# Aghbalou N'kerdous
Aghbalou N'Kerdous est une commune rurale du Maroc située dans la province d'Errachidia, dans la région de Drâa-Tafilalet. Au recensement de 2014, elle comptait 10 313 habitants.

## Ksars
- Ksar Ifegh